# 오쿠다 다쓰로
오쿠다 다쓰로(일본어: 奥田 達朗, 1988년 9월 20일 ~ )는 일본의 축구 선수이다.

## 구단 경력
그는 2011년부터 2018년까지 J리그의 사간 도스, 주빌로 이와타, V-파렌 나가사키에서 활동하였다.